# Ricardinho (ur. 1984)
José Ricardo dos Santos Oliveira (ur. 19 maja 1984) – brazylijski piłkarz występujący na pozycji napastnika.

## Kariera piłkarska
Od 2000 do 2014 roku występował w Santa Cruz, Kashiwa Reysol, SE Palmeiras, Grêmio, Jeju United, Figueirense, Botafogo, Botafogo, Mogi Mirim, Paulista, São Caetano, Guaratinguetá i Trindade.